# Mamerc de Catana
Mamerc (en llatí Mamercus, en grec antic Μάμερκος) fou tirà de Catana, càrrec que ocupava quan Timoleó va desembarcar a Sicília l'any 344 aC. Sembla que era d'origen suditalià i havia assolit la tirania com a comandant de mercenaris.
Segons Plutarc, era un home guerrer que posseïa una gran riquesa. Després de la derrota d'Hicetes I a Adranum davant Timoleó, Mamerc es va aliar amb el vencedor. Quan Timoleó es va fer amo de Siracusa i va derrotar els cartaginesos a la gran batalla de Crimissos el 339 aC, Mamerc va començar a témer que podia ser el proper, i es va aliar a Hicetes I (ara Hicetes de Leontins) i els cartaginesos; inicialment van obtenir algun èxit i van derrotar a un petit exèrcit mercenari siracusà, però després Timoleó va derrotar Hicetes i aviat el va capturar; tot seguit Timoleó va marxar contra Catana i Mamerc va sortir a fer-li front però en va sortir derrotat; els cartaginesos van fer un tractat de pau amb el líder siracusà.
Mamerc es va veure així sense aliats i va fugir a Messana, on es va refugiar amb el tirà Hipó. Timoleó el va seguir i va assetjar Messana per terra i per mar. Hipó va fugir i Mamerc finalment es va rendir, a canvi d'un judici regular, però una vegada presoner va ser conduït davant de l'assemblea del poble que el va condemnar a mort com un criminal vulgar.
Plutarc afegeix que Mamerc s'enorgullia de la seva habilitat poètica, però els dos versos que va conservar no ho mostren pas.